# London-mysteriet
London-mysteriet er en britisk stumfilm fra 1927 instrueret af Alfred Hitchcock.

## Handling
En seriemorder kaldet The Avenger er løs og myrde blonde kvinder i London. En mystisk mand kommer til familie Bunting for at leje et værelse. Familiens datter er en blondine fotomodel.

## Medvirkende
- Marie Ault som Mrs. Bunting
- Arthur Chesney som Mr. Bunting
- June som Daisy Bunting, Model
- Malcolm Keen som Joe Chandler
- Ivor Novello som Jonathan Drew (The Lodger)
- Eve Gray som Showgirl (uncredited)
- Alfred Hitchcock som statist på kontor (ukrediteret)
- Reginald Gardiner

## Om filmen
Filmen bygger på Marie Belloc Lowndes roman The Lodger, om Jack the Ripper, samt en teateropsætning baseret på bogen, Who Is He?. Historien er blevet filmet fire gange, som The Lodger år 1932, The Lodger år 1944, Man in the Attic år 1953 samt The Lodger år 2009.